# 山口葉瑠
山口 葉瑠（やまぐち はる）は、日本の元AV女優。ループエンターテインメント所属。

## 略歴・人物
AVメーカーのKMPが行っていたプロジェクトをきっかけに、2019年11月、KMPのレーベル「million」からAVデビュー。
趣味はゲーム、アニメ鑑賞。インタビューでは、性格はかなり「陰キャラ」と答えている。
中学2・3年の時に兄のエロ本をきっかけにオナニーを始め、高校2年の時に初めての彼氏と学生寮で初体験をしたが、セックスの経験はこの時の彼1人だけ。
2021年10月01日、自身のTwitterにて今年いっぱいで引退する事を発表。

## 作品

### アダルトDVD

#### 2019年
- 新人 171cm圧倒的スレンダー美少女発掘 AVデビュー 山口葉瑠（2019年11月8日、ケイ・エム・プロデュース）
- 【令和最大の衝撃流出】 ミス●学 T●●女子アナ内定 乱交5本棒SEX（2019年12月13日、赤面女子）
- ピアノ歴17年 神の指使い 手コキの天才ピアニストが人生で1度きりのAVデビュー 清楚で上品な某有名音大生ゆかりさん（仮名） ナンパJAPAN EXPRESS Vol.123（2019年12月25日、ナンパJAPAN）

#### 2020年
- 彼氏と喧嘩し締め出された隣人の薄着姿があまりにもエロいので… Vol.2（2020年2月7日、プレステージ）
- 絶対にナマで連射させてくれる連続中出しJ○学園祭ソープ！（2020年2月21日、プレステージ）
- コタツの中で内緒で悪戯「ちょっと！？彼氏に気づかれちゃうよぉ！」カレの友人に寝取られ本気で生SEX！3（2020年3月10日、ブリット）
- 疾風迅雷 イッても終わらないノンストップ追撃デカチン4本串刺し大乱舞 山口葉瑠（2020年3月12日、MILK）
- 『おちん○ん入るところ…わかる？』優しくて美人な保健の先生が初めての童貞筆おろし！まんぐりおま○こ観察でぐしょ濡れになるほど興奮しちゃって…（2020年3月20日、プレステージ）
- 120％リアルガチ軟派伝説 vol.82（2020年3月20日、プレステージ）
- どっく あまちゅあ ちゃんねる vol.7（2020年4月10日、プレステージ）
- 素人生撮りナンパ道Vol，01（2020年4月10日、ホットエンターテイメント）
- マジックミラー号ハードボイルド ナンパしたどエロ娘に君よりヤリマンなお友達を紹介してくれたら10万円！と呼び出してもらいもっとエロい娘とヤル！（2020年4月23日、サディスティックヴィレッジ）
- ナンパ連れ込みSEX隠し撮り・そのまま勝手にAV発売。する元ラグビー選手 Vol.8（2020年5月7日、綜実社/妄想族）
- 居酒屋でKISS！ 初対面でキスした後のエロ反応検証させて下さい！酒とキスのWパンチで本気で欲情するガチSEX大作戦！！（2020年5月10日、ホットエンターテイメント）
- おしゃべりは得意じゃないけど、脱いだらエロいって褒められます。（2020年5月13日、S-Cute）
- ガチナンパ！大阪発！ キスしただけでお口もマ○コもトロトロ！涎とマン汁だだ漏れSEX 140イキ17発射！（2020年5月15日、ピーターズ）
- マジックミラー号 男友達みたいなボーイッシュな女の子が媚薬チ○ポでハメ潮スプラッシュ（2020年5月21日、ROCKET）
- 街角美少女ガチナンパ！クリ剥き獄攻め電マ＆激吠えアクメ悶絶潮！潮！（2020年5月21日、サディスティックヴィレッジ）
- 眼鏡で地味だけどエロい！アヘアヘ！オチ●ポ完堕ちイキ狂い！性癖こじらせ娘S級素人出演！！Vol.001（2020年6月12日、S級素人）
- センズリのお手伝いして下さい！ 可愛い女の子に握らせて射精するまでシコらせch9（2020年7月10日、ブリット）
- ガチMC完堕ち同人コスプレイヤー感度10倍上昇破廉恥脳イキ イクイクアヘ顔Wピースで白目アクメ連発 身長175cm8頭身モデル体型だけど人見知り 性格がピュアすぎるはるたん20歳（フォロワー59人）（2020年8月7日、プレステージ）
- いつも見かける乳酸菌飲料訪問販売ママさんと滅茶苦茶セックスした。Vol.004（2020年8月14日、ケイ・エム・プロデュース）
- 出張先のシティホテルで憧れの女上司とまさかの密室相部屋宿泊 山口葉瑠（2020年8月14日、ケイ・エム・プロデュース）
- 新就職活動女子大生生中出し面接 Vol.002（2020年8月14日、S級素人）
- 終電を逃した酔っ払った同僚とホテルで相部屋に…あまりの無防備な姿に我慢出来なくなって…Vol.003（2020年8月14日、S級素人）
- 生中出しアイドル枕営業 Vol.011（2020年9月11日、ケイ・エム・プロデュース）
- 新 生中出しアオハル制服女子●生バイト Vol.003（2020年9月11日、S級素人）
- はるちゃんはとにかく筋肉を愛してる。変態マッチングアプリで出会った特殊性癖同士の超異常性愛攻防戦 山口葉瑠（2020年10月2日、プレステージ）
- 「誰にも言わなきゃバレないよ…！」絶対に手を出してはいけない兄嫁、親友の彼女、上司の娘…がボクを誘惑！こっそりチ○ポをハメて何度も中出し…（2020年10月19日、Hunter）
- 妊活兄嫁が遅咲きヤリマン化してしまい「私、他の男の人ともエッチしてみたい…！」と僕のチ●ポを何度も求めてくる禁断の家庭内中出し不倫 山口葉瑠（2020年10月19日、ROYAL）
- バグり性器～21歳絶倫女子（本職看護師）が倍速ピストンでバグるし何度もチン棒をバグらせる～ 山口葉瑠（2020年11月13日、バルタン）
- 終わらない杭打ちピストンフェラチオ2（2020年11月25日、SEX Agent/妄想族）
- SEX依存症の女 国際線勤務 千咲（2020年11月25日、豊彦）
- 素人女子大生の皆さん！デカチン洗体してくれませんか？カチカチに反り返ったデカチンをお尻の穴から亀頭の先まで入念に泡洗い！密着洗体でオマ○コがグショグショ赤面発情！そのまま子宮の奥まで届くデカチンで激ピス中出しセックス！！（2020年12月25日、赤面女子）

#### 2021年
- 鬼偏愛騎乗位で狂喜乱舞の首絞めピストン！大好きな従兄弟のお兄ちゃんを拉致監禁 精子が枯れるまでマ○コに強●搾取 孕みたがり美少女 葉瑠 山口葉瑠（2021年1月21日、MILK）
- 『ちょっとお前何してるんだよ！』目を覚ましたら妹がボクの上で勝手にイキまくり！ヤリマン予備軍の妹は超性欲モンスター！最近エッチ覚えたての妹…（2021年2月19日、Hunter）
- 極上美人出張ストリップデリヘル（2021年3月20日、STAR PARADISE）
- SEX依存症の女 淫乱現役CA千咲23歳（2021年3月25日、豊彦）
- 見せ合いながらのW CARSEX 山口葉瑠/葉月シュリ（2021年4月10日、プレイエンターテイメント）
- 美大生がデッサン中にセンズリ鑑賞！（2021年4月20日、STAR PARADISE）
- レンタル妹 はじめました「ご自宅出張可、ボディタッチはNGですよ」山口葉瑠（2021年4月20日、STAR PARADISE）
- 魔法聖戦士フォンテーヌ Slender 超スレンダー美少女戦士悶絶絶頂（2021年4月23日、GIGA）
- 山口葉瑠 神メガネOL 眼鏡OLスーツの美脚を包んだ生ナマしいパンストを完全着衣でムレた足裏からつま先を味わい尽くす！時には顔騎や足コキ、時にはお尻にコスってぶっかけとやりたい放題！発情させられた女の変態調教絶頂プレイを楽しむフェチAV（2021年5月7日、親父の個撮）
- 人妻読モになりたい後輩の妻をプロデューサーと偽りワイセツな試練を強要する先輩ニート 山口葉瑠（2021年5月19日、アクアモール/エマニエル）
- 妹のオナニーを目撃してしまった…（2021年5月20日、STAR PARADISE）
- 山口葉瑠 神メガネOL 眼鏡OLスーツの美脚を包んだ生ナマしいパンストを完全着衣でムレた足裏からつま先を味わい尽くす！時には顔騎や足コキ、時にはお尻にコスってぶっかけとやりたい放題！発情させられた女の変態調教絶頂プレイを楽しむフェチAV（2021年5月7日、親父の個撮）
- 人妻読モになりたい後輩の妻をプロデューサーと偽りワイセツな試練を強要する先輩ニート 山口葉瑠（2021年5月19日、アクアモール/エマニエル）
- 星海戦隊カイザーファイブ カイザーイエロー＆カイザーピンク絶体絶命（2021年6月25日、GIGA）
- パイパンのJ○姪っ子に中出し 山口葉瑠（2021年8月10日、ケートライブ）
- 家族盗撮40日分 一緒に暮らす身内が仕込んだカメラだからこそ撮れた姉・妹の至近距離パンチラやすっぴん洗体等の無防備な姿を大公開（2021年8月13日、赤面女子）
- 昏睡中出しレイプ 狙われた女子○生、葉瑠。 山口葉瑠 MILK （2021年9月2日、MILK）
- 優しく痴女る！いもうとの中出しエスコートSEX 山口葉瑠（2021年9月7日、ケートライブ）
- 博多で逸材発見！171cm 華奢スレンダーダイヤの原石美少女 ド淫乱本性1泊2日寝る間も惜しんでSEX三昧 山口葉瑠（2021年9月21日、ABC/妄想族）
- ブルセラストライカー 委員長はスーパーヒロイン（2021年9月24日、GIGA）
- ちっぱい処女妹のパイパンマ○コに中出し 山口葉瑠（2021年10月12日、ケートライブ）
- 『あの日あの時、最後まで出来なかったセックスをもう一度』大学生時代に挿入寸前までいったあの子と5年越しの感慨深い性交体験。（2021年10月12日、Hunter）
- 鏡の前でディルドフェラ中の地味姉の突き出たピタピタ尻に我慢できず勃起チ○ポをハメたら…5年ぶりのデートに胸高まる地味姉。エッチを期待しすぎて（2021年10月12日、Hunter）
- 本番なしのマットヘルスに行って出てきたのは隣家の高慢な美人妻。弱みを握った僕は本番も中出しも強要！店外でも言いなりの性奴隷にした 山口葉瑠（2021年10月19日、溜池ゴロー）
- 呼べば速攻チ○ポをしゃぶりに来てくれる舐めマンフェラビッチ！ 山口葉瑠（2021年10月19日、エムズビデオグループ）
- 【G1】テクノギア 雪辱の折れた翼（2021年11月12日、GIGA）
- ご奉仕ファザコン娘のパイパンマ○コに中出し 山口葉瑠（2021年11月16日、ケートライブ）
- 顔出し解禁！！ マジックミラー便 全員170cm超！8人全員SEXスペシャル！！一流企業に勤める高身長美脚OL編 スラリとしたパンスト美脚と美尻を揉みしだかれて勤務時間中に身長差SEX！！（2021年11月23日、ディープス）
- 「なんか…固いのが当たってませんか…！？」せまーいお風呂2人きり！密着混浴でエチエチ覚醒した美少女10名収録ちゃぷちゃぷ5時間！！ゼロ距離で触れ合うプリ尻、おっぱい、勃起ち●ぽww興奮しすぎてそのまま子宮の奥まで届く激ピス中出しセックス！！（2021年11月26日、赤面女子）
- 山口葉瑠 引退作品 春まで待てない決意の卒業大乱交 山口葉瑠（2021年12月2日、MILK）
- 性欲強すぎ凄イキ女子10名 快感中毒オナニー（2021年12月15日、プリモ）

#### 2022年
- 会員制 人妻玄関ピンサロ ワタシのお口で気持ちよくしてあげる 7（2022年1月18日、アクアモール/エマニエル）
- 妹のオナニーを目撃したのがきっかけで…（2022年2月20日、STAR PARADISE）
- 山口葉瑠と加賀美さらの旅ビアン（2022年3月8日、ビビアン）
- 妹のオナニー見つけて襲撃した兄（2022年9月20日、STAR PARADISE）

#### 配信のみ
- 【配信専用】【妄想再現ドラマ】筋肉大好き健康的美少女とマッチョな男のゾクゾク変態濃厚性交 山口葉瑠（2020年8月21日、プレステージ）
- 媚薬入り睡眠薬で昏●状態の美少女たちに夜●い中出し！！8人8中出しVol.6（2022年4月7日、西新宿マッサージ本舗）
- 素人大学生【限定】ルナちゃん21歳 アキバの人気メイドさんとお忍び休日デート！超×3カワイイのにDMしたら即OK返信しちゃうフッ軽ヤリマンに大量中出し！！（2022年7月25日、ハメドリネットワークSecondEdition）

### VR

#### 2019年
- 【VR】新人171cm、Hな経験の少ない超スレンダー美女！恥じらいVRデビューでまさかのイキまくり！ 山口葉瑠（2019年11月13日、KMPVR-彩-）

#### 2020年
- 【VR】 一見普通のオフィスですが、実はここにいる女性はそれぞれ「彼女」「超絶ヤリマンのセフレ」「デリヘル嬢」「調教済のM女」のどれかです。さて、一体誰がどの子でしょうか？結局全員とヤレちゃうけど、見てからのお楽しみVR（2020年9月10日、お夜食カンパニー）
- 【VR】超Sランク嬢の出張変態ヘルス～徹底寝アングルで奉仕する長身スレンダー美女（延長アリ！）～山口葉瑠（2020年10月23日、CASANOVA）

#### 2021年
- 【VR】騎乗位専科（2021年7月9日、CASANOVA）
- 【VR】 演劇部の文化祭の模擬店はM性感。私立のお嬢様○校の文化祭。ひときわ行列のできる大人気の模擬店は『M性感』だった！普段は真面目なお嬢様たちが目隠し、寸止め、アナル責めにお下品言葉責めで調教してくださいます！（2021年9月8日、Hunter）

### イメージDVD
- 恋のハレンチ/新庄夏美（2019年9月20日、サムバディ)
- 清純リスペクト/新庄夏美（2019年10月18日、CRANE）

### web配信

#### FANZA
- はる（2020年2月19日、しろうとまんまん）
- はーちゅん（2020年2月22日、しろうとまんまん）
- ハル先生（2020年3月10日、しろうとまんまん）
- はる（2020年4月16日、＃素人裏アカウント ちょっぴり激しいの好き）
- なつ（2020年4月22日、マジックミラー号ハードボイルド）
- はる（2020年5月15日、いきなりシロート）
- まき（2020年5月15日、E★ナンパDX）
- はるちゃん（2020年5月30日、俺の素人）
- はるたん（2020年6月19日、BUZZDOCUMENT）
- はるたん 2（2020年6月26日、BUZZDOCUMENT）
- はる（2020年7月3日、S-CUTE）
- 山口さん（2020年7月8日、俺の素人）
- YAMAGUCHI（2020年7月8日、俺の素人）
- 山口さん 2（2020年7月8日、俺の素人）
- Haru（2020年8月12日、俺の素人）
- はる 2（2020年8月28日、俺の素人）
- はる（2020年10月24日、エチケット）
- はる（2020年11月22日、ぱんぴ）
- はるか（2020年12月3日、ION ミルキー倶楽部）
- はる（2020年12月4日、エチケット）
- はる 3（2020年12月24日、俺の素人）
- 玲（2021年2月3日、ION イイ女を寝取りたい）
- Ｈさん（2021年4月2日、ホームメイド）
- める（2021年6月9日、ION デートNOW!!）
- はる（2021年7月2日、#素人しか勝たん ）
- はるかちゃん（2021年10月13日、新世代女子）
- はる（2021年11月4日、おっぱいちゃん）
- はる（2021年11月23日、しろうと屋）
- はる 2（2022年1月14日、#素人しか勝たん ）
- はる 3（2022年3月4日、#素人しか勝たん ）
- みき（2022年4月22日、シロウト急便）
- ぱるちゃん＆めみちゃん（2022年5月22日、いんすた）

#### MGS動画
- 【初撮り】【箱入り絶頂娘】【門限までの異性交遊】人生初の刺激に自ら手で口を抑えるも、我慢出来ない快感に腰を波打たせ感じる。 応募素人、初AV撮影 114（2019年11月28日、シロウトTV）
- 【学園ソープ】パイパン1年生をアイツもコイツも狙っている！！（2020年2月12日、しろうとまんまん）
- はーちゅん （2020年2月15日、しろうとまんまん）
- 白衣の下はパイパンま●こ！エロボディ養護教諭が童貞チ●ポを筆おろし！エッチな保健の授業、教えます♪（2020年3月3日、しろうとまんまん）
- はる （2020年4月16日、#素人裏アカウント ちょっぴり激しいの好き）
- なつ（2020年4月22日、マジックミラー号ハードボイルド ）
- 【アヘ顔注意】【イクイク美少女】激カワ同人コスプレイヤー感度倍増脳イキ大暴走SP その①（2020年5月20日、BUZZDOCUMENT）
- 【アヘ顔注意】【イクイク美少女】激カワ同人コスプレイヤー感度倍増脳イキ大暴走SP その②（2020年5月22日、BUZZDOCUMENT）
- まきさん 20歳 Eカップパイパン女子大生 【ガチな素人】（2020年5月24日、E★ナンパDX）
- はる(20) S-Cute 完全に二人の世界！相性抜群なSEX（2020年6月14日、S-CUTE）
- 美白×トニカクかわいい×お漏らし女学生（2021年6月23日、ミルキー倶楽部 ）
- はる（2021年7月2日、#素人しか勝たん ）
- マジ軟派、初撮。 1660 クビレも美脚もガン見されながら路上飲みしていたであろうスレンダー美女JDと路上でベロチュー！ホテルに連れ込んだ頃にはすっかり仲良しでヤル気マンマン！長い脚が映える立ちバックは必見！！（2021年7月10日、ナンパTV）
- 美人過ぎる友人の彼女をホテルに連れ込み中出しNTR（2021年8月3日、ION イイ女を寝取りたい ）
- 【妄想再現ドラマ】筋肉大好き健康的美少女とマッチョな男のゾクゾク変態濃厚性交 山口葉瑠（2020年7月3日、ONETIME）
- はる（2021年12月11日、おっぱいちゃん）
- はる（2022年1月6日、#素人しか勝たん）
- はる（2022年3月4日、#素人しか勝たん）
- みき（2022年4月22日、シロウト急便）
- 【エロ垢女子流出！】チャットしてたエロ垢女子誘って乱交パーティ！色白美人OLビッチに生ハメちんぽで鬼ピストン！激烈アクメ中の痙攣マンコにしっかりドクドク種付けしてやったw！（2022年5月22日、いんすた）

#### FC2
- 2019最後の超プレミア 青●●●大学4年　瀧●美樹（22）みんなで回したったｗ T●●内定 ミス●学201●【鬼プレミア】（2019年11月30日、令和美少女　ゼロ号機）
- ［合コン乱交］新宿デパートコスメショップ美容部員2名×チャラリーマン4名①［高画質］（2021年4月3日、omocci）
- ［合コン乱交］新宿デパートコスメショップ美容部員2名×チャラリーマン4名②［高画質］（2021年4月10日、omocci）
- 【スケベ狂い地雷女子】儚さキュート天井MAX(20歳)激ほそスレンダー 地雷系女子大生(20歳)神カワ！推しのメンズとプラベ♥いちゃおちゃアヘ逝きアクメ狂いハメ撮り中出し　個人撮影【身バレ厳禁取り扱い（2021年10月23日、【超】スタミナ二郎 増し増し）
- 【エロ垢女子流出！】tw●tterスペースでチャットしてたエロ垢女子誘って乱交パーティ！色白美人OLビッチに生ハメちんぽで鬼ピストン！激烈アクメ中の痙攣マンコにしっかりドクドク種付けしてやったｗ！個人（2021年11月15日、中出しナックルズα）
- 【FC2発】完全顔出し！素人大学生【限定】ルナちゃん21歳 アキバの人気メイドさんとアキバでお忍び休日デート！超×3カワイイのにDMしたら即OK返信しちゃうフッ軽ヤリマンに大量中出し！！（2021年12月23日、ギャラクシィ☆堂）
- 【性強女#003】清純派23歳の保育士美女 性に対しての依存がすごい！【乱行】（2022年3月6日、舐めダルマ親方）
- 【個撮】超あざと可愛いイマドキ背伸びの絶対的美少女ちゃんが怒涛の痴態ではね上がり逝き狂い完全白眼失神！唾液だらりんちょ映像（1）（2022年4月28日、天使のたまご【素人個人撮影】）
- 【個撮】超あざと可愛いイマドキ背伸びの絶対的美少女ちゃんが怒涛の痴態ではね上がり逝き狂い完全白眼失神！唾液だらりんちょ映像（2）（2022年5月12日、天使のたまご【素人個人撮影】）
- 【４K動画】しゃべる おへそ　渋谷　板橋　女子校生　はるちゃん/しずくちゃん　若いヘソ（2022年6月24日、へそ☆プリ）

#### Pcolle
- 【家庭内盗撮・9日分】大学生姉の私生活とパンチラ・細身美脚・ツン勃ち乳首・お風呂・着替え等【後日睡●姦予定】（2020年11月27日、スッパイカム）
- 【家庭内で睡●姦】朝5時頃、ショートカット姉の自部屋で【前回は家庭内盗撮】（2020年12月4日、スッパイカム）
- 1週間パンティ日記⑬-①（2021年2月5日、1週間パンティ ）
- 1週間パンティ日記⑬-②（2021年2月12日、1週間パンティ ）
- ［泥※姦］新宿デパートコスメショップ美容部員／会社帰り合コン①［カラオケパンチラ特典映像＆②予告編付］［高画質］（2021年4月2日、omocci）
- ［泥※姦］新宿デパートコスメショップ美容部員／会社帰り合コン②［ぶっかけスマホ撮り特典映像＆①ダイジェスト映像付］［高画質］（2021年4月10日、omocci）
- 【特典3本】夏休み合宿侵入／都内女子短大テニス同好会2年3名①《限定最高画質》（2021年7月31日、K.Ui）
- 【特典3本】夏休み合宿侵入／都内女子短大テニス同好会2年3名③《限定最高画質》（2021年8月17日、K.Ui）
- 【特典3本】夏休み合宿侵入／都内女子短大テニス同好会2年3名②《限定最高画質》（2021年8月8日、K.Ui）
- 【パチ負け女】【交渉痴漢】豊島区Y店／過去イチ美女！北◎無双打ってたビギナーミニスカ美脚　※生ハメ中出し成功【高画質】（2021年10月8日、チューチェ）

#### Gcolle
- 【個撮】超あざと可愛いイマドキ背伸びの絶対的美少女ちゃんが怒涛の痴態ではね上がり逝き狂い完全白眼失神！唾液だらりんちょ映像（2）（2021年5月28日、天使のたまご）
- 【個撮】超あざと可愛いイマドキ背伸びの絶対的美少女ちゃんが怒涛の痴態ではね上がり逝き狂い完全白眼失神！唾液だらりんちょ映像（1）（2021年5月25日、天使のたまご）
- 1週間パンティ日記⑬-②（2021年2月8日、1週間パンティ）
- 1週間パンティ日記⑬-①（2021年2月4日、1週間パンティ）

### デジタル写真集
- 全国エロ娘発掘ロケ企画in博多 酔うと可愛いくどエロになる博多美人 朝になっても終わらないSEX 山口葉瑠（2021年11月12日、ぽかぽか）

## 出演

### 雑誌
- 月刊FANZA 2020年2月号（ジーオーティー） -　インタビュー[6]

### インターネット配信
- KMP公式YouTubeチャンネル「KMP OFFICIAL CHANNEL」（2019年10月15日・11月1日、YouTube）[10][11]